# Villands härads valkrets
Villands härads valkrets var vid riksdagsvalen till andra kammaren 1866–1908 en egen valkrets med ett mandat. Valkretsen avskaffades vid övergången till proportionellt valsystem i valet 1911, då den uppgick i Kristianstads läns sydöstra valkrets.

## Riksdagsmän
- Sven Nilsson, min 1867–1868, lmp 1869–1877 (1867–28/4 1877)
- Anders Nilsson, lmp 1878–1887, nya lmp 1889–1893 (1878–1893)
- Ola Persson, gamla lmp 1894, lmp 1895–1901 (1894–1901)
- Anders Jönsson, vilde 1902, lmp 1903–1905 (1902–1905)
- Nils Larsson, lib s (1906–1911)

## Valresultat

### 1896
| Andrakammarvalet i Sverige 1896: Villands härads valkrets | Andrakammarvalet i Sverige 1896: Villands härads valkrets | Andrakammarvalet i Sverige 1896: Villands härads valkrets | Andrakammarvalet i Sverige 1896: Villands härads valkrets | Andrakammarvalet i Sverige 1896: Villands härads valkrets |
| Kandidat                                                  | Kandidat                                                  | Röster                                                    | Röster                                                    | Röster                                                    |
| Kandidat                                                  | Kandidat                                                  | Antal                                                     | %                                                         | +− %                                                      |
| --------------------------------------------------------- | --------------------------------------------------------- | --------------------------------------------------------- | --------------------------------------------------------- | --------------------------------------------------------- |
|                                                           | Ola Persson                                               | 294                                                       | 89,6                                                      |                                                           |
|                                                           | Närmaste kandidat                                         | 10                                                        | 3,1                                                       |                                                           |
|                                                           | Övriga kandidater                                         | 24                                                        | 7,3                                                       | —                                                         |
| Antal giltiga röster                                      | Antal giltiga röster                                      | 328                                                       |                                                           |                                                           |
| Kasserade röster                                          | Kasserade röster                                          | 1                                                         |                                                           |                                                           |
| Totalt                                                    | Totalt                                                    | 329                                                       |                                                           |                                                           |

- Valdeltagandet var 26,3%.

### 1899
| Andrakammarvalet i Sverige 1899: Villands härads valkrets | Andrakammarvalet i Sverige 1899: Villands härads valkrets | Andrakammarvalet i Sverige 1899: Villands härads valkrets | Andrakammarvalet i Sverige 1899: Villands härads valkrets | Andrakammarvalet i Sverige 1899: Villands härads valkrets |
| Kandidat                                                  | Kandidat                                                  | Röster                                                    | Röster                                                    | Röster                                                    |
| Kandidat                                                  | Kandidat                                                  | Antal                                                     | %                                                         | +− %                                                      |
| --------------------------------------------------------- | --------------------------------------------------------- | --------------------------------------------------------- | --------------------------------------------------------- | --------------------------------------------------------- |
|                                                           | Ola Persson                                               | 174                                                       | 95,6                                                      | ▲6,0                                                      |
|                                                           | Närmaste kandidat                                         | 2                                                         | 1,1                                                       |                                                           |
|                                                           | Övriga kandidater                                         | 6                                                         | 3,3                                                       | —                                                         |
| Antal giltiga röster                                      | Antal giltiga röster                                      | 182                                                       |                                                           |                                                           |
| Kasserade röster                                          | Kasserade röster                                          | 9                                                         |                                                           |                                                           |
| Totalt                                                    | Totalt                                                    | 191                                                       |                                                           |                                                           |

Valet ägde rum den 27 augusti 1899. Valdeltagandet var 15,8%.

### 1902
| Andrakammarvalet i Sverige 1902: Villands härads valkrets | Andrakammarvalet i Sverige 1902: Villands härads valkrets | Andrakammarvalet i Sverige 1902: Villands härads valkrets | Andrakammarvalet i Sverige 1902: Villands härads valkrets | Andrakammarvalet i Sverige 1902: Villands härads valkrets |
| Kandidat                                                  | Kandidat                                                  | Röster                                                    | Röster                                                    | Röster                                                    |
| Kandidat                                                  | Kandidat                                                  | Antal                                                     | %                                                         | +− %                                                      |
| --------------------------------------------------------- | --------------------------------------------------------- | --------------------------------------------------------- | --------------------------------------------------------- | --------------------------------------------------------- |
|                                                           | Swen Persson                                              | 309                                                       | 50,2                                                      |                                                           |
|                                                           | Anders Jönsson                                            | 298                                                       | 48,5                                                      |                                                           |
|                                                           | Övriga kandidater                                         | 8                                                         | 1,3                                                       | —                                                         |
| Antal giltiga röster                                      | Antal giltiga röster                                      | 615                                                       |                                                           |                                                           |
| Kasserade röster                                          | Kasserade röster                                          | 5                                                         |                                                           |                                                           |
| Totalt                                                    | Totalt                                                    | 620                                                       |                                                           |                                                           |

| Andrakammarvalet i Sverige 1902: Villands härads valkrets | Andrakammarvalet i Sverige 1902: Villands härads valkrets | Andrakammarvalet i Sverige 1902: Villands härads valkrets | Andrakammarvalet i Sverige 1902: Villands härads valkrets | Andrakammarvalet i Sverige 1902: Villands härads valkrets |
| Kandidat                                                  | Kandidat                                                  | Röster                                                    | Röster                                                    | Röster                                                    |
| Kandidat                                                  | Kandidat                                                  | Antal                                                     | %                                                         | +− %                                                      |
| --------------------------------------------------------- | --------------------------------------------------------- | --------------------------------------------------------- | --------------------------------------------------------- | --------------------------------------------------------- |
|                                                           | Anders Jönsson                                            | 520                                                       | 54,9                                                      |                                                           |
|                                                           | Närmaste kandidat                                         | 428                                                       | 45,1                                                      |                                                           |
| Antal giltiga röster                                      | Antal giltiga röster                                      | 948                                                       |                                                           |                                                           |
| Kasserade röster                                          | Kasserade röster                                          | 6                                                         |                                                           |                                                           |
| Totalt                                                    | Totalt                                                    | 954                                                       |                                                           |                                                           |

### 1905
| Andrakammarvalet i Sverige 1905: Villands härads valkrets | Andrakammarvalet i Sverige 1905: Villands härads valkrets | Andrakammarvalet i Sverige 1905: Villands härads valkrets | Andrakammarvalet i Sverige 1905: Villands härads valkrets | Andrakammarvalet i Sverige 1905: Villands härads valkrets |
| Kandidat                                                  | Kandidat                                                  | Röster                                                    | Röster                                                    | Röster                                                    |
| Kandidat                                                  | Kandidat                                                  | Antal                                                     | %                                                         | +− %                                                      |
| --------------------------------------------------------- | --------------------------------------------------------- | --------------------------------------------------------- | --------------------------------------------------------- | --------------------------------------------------------- |
|                                                           | Nils Larsson                                              | 504                                                       | 48,7                                                      |                                                           |
|                                                           | G. Bergström i Bubbetorp                                  | 485                                                       | 46,8                                                      |                                                           |
|                                                           | Övriga kandidater                                         | 47                                                        | 4,5                                                       | —                                                         |
| Antal giltiga röster                                      | Antal giltiga röster                                      | 1 036                                                     |                                                           |                                                           |
| Kasserade röster                                          | Kasserade röster                                          | 7                                                         |                                                           |                                                           |
| Totalt                                                    | Totalt                                                    | 1 043                                                     |                                                           |                                                           |

Valet ägde rum den 10 september 1905. Valdeltagandet var 62,0%.

### 1908
| Andrakammarvalet i Sverige 1908: Villands härads valkrets | Andrakammarvalet i Sverige 1908: Villands härads valkrets | Andrakammarvalet i Sverige 1908: Villands härads valkrets | Andrakammarvalet i Sverige 1908: Villands härads valkrets | Andrakammarvalet i Sverige 1908: Villands härads valkrets |
| Kandidat                                                  | Kandidat                                                  | Röster                                                    | Röster                                                    | Röster                                                    |
| Kandidat                                                  | Kandidat                                                  | Antal                                                     | %                                                         | +− %                                                      |
| --------------------------------------------------------- | --------------------------------------------------------- | --------------------------------------------------------- | --------------------------------------------------------- | --------------------------------------------------------- |
|                                                           | Nils Larsson                                              | 908                                                       | 66,2                                                      | ▲17,5                                                     |
|                                                           | Per Olsson (höger)                                        | 462                                                       | 33,7                                                      |                                                           |
|                                                           | Övriga kandidater                                         | 1                                                         | 0,1                                                       | —                                                         |
| Antal giltiga röster                                      | Antal giltiga röster                                      | 1 371                                                     |                                                           |                                                           |
| Kasserade röster                                          | Kasserade röster                                          | 29                                                        |                                                           |                                                           |
| Totalt                                                    | Totalt                                                    | 1 400                                                     |                                                           |                                                           |

Valet ägde rum den 6 september 1908. Valdeltagandet var 70,2%.